# Međunarodni centar za genetičko inženjerstvo i biotehnologiju
Međunarodni centar za genetičko inženjerstvo i biotehnologiju (ICGEB) je središte razgranate mreže znanstveno-istraživačkih i naobrazbenih sjedišta UN namijenjenih razvitku istoimene djelatnosti u zemljama u razvoju. Osnovala ga je i promovirala Organizacija za industrijski razvitak Ujedinjenih naroda (UNIDO) kao centar izvrsnosti za istraživanje i uvježbavanje u području genetičkog inženjerstva i biotehnologije. 
Pod rukovodstvom Artura Falaschija 3. veljače 1994. ICGEB je stekao status autonomne međunarodne organizacije, iako je i dalje u okviru sustava Ujedinjenih naroda.
Organizacijska i funkcijska struktura Centra postupno se je usavršavala i širila i danas djeluje u okviru triju sastavnica: 
- Trst, Italija,
- New Delhi, Indija,  i
- Cape Town, Južnoafrička Republika

Povezuju i koordiniraju odgovarajuće aktivnosti u ukupno 40 država, odnosno toliko pripadajućih nacionalnih (državnih) ustanova (laboratorij) u zemljama u razvoju. Članovi ove asocijacije su države, koje prethodno, nakon aplikacije i odgovarajuće procedure, moraju svojiti Statut ICGEB–a. Do 2013., Statut je potpisalo 82 država, većina onih zemalja u razvoju, a od njih 62 trenutno su punopravni članovi Centra.  Ostale imaju status „pridruženog centra“ (Affiliated Centre), a kandidati razinu "žarišne točke" (focal point). Jedna od članica je i Republika Hrvatska.
Statutne i komplementarne aktivnosti ICGEB osobito ostvaruje stvaranjem sljedećih aktivnosti:
- realizacija dugoročnih međunarodnih istraživačkih projekata (3–4 godine);
- doktoratski programi iz područja molekularne genetike i biotehnologije (u suradnji sa Scuola Normale Superiore u Pisi (SNS) i Open University, UK ili drugim nacionalnim sveučilištima;
- donacije za kratkoročne poslijedoktorske studije (najviše tri mjeseca);
- dugoročne poslijedoktorske studije donacije (1-2 godine) za obuku istraživača kroz sudjelovanje u gorenavedenim istraživačkim programima;
- niz teorijskih i praktičnih tečaja i konferencija o genetičkom inženjerstvu i biotehnologiji (u (Trstu, New Delhiju, Cape Townu i udruženi centri);
- kolaborativni istraživački programi poduzeti u državama članicama uz novčarsku potporu ICGEB (dotacije);
- znanstvene usluge zemljama članicama, uključujući isporuku sofisticiranih reagensa za znanstvena istraživanja i telematske mreže za analizu ljudskog genoma i ine druge bažne organizme.[1]

## Također pogledajte
- Institut za genetičko inženjerstvo i biotehnologiju Sveučilišta u Sarajevu

## Vanjske poveznice
- ICGEB  Arhivirana inačica izvorne stranice od 2. veljače 2015. (Wayback Machine) (eng.)
- ICGEB  Arhivirana inačica izvorne stranice od 23. veljače 2015. (Wayback Machine)  (tal.)